# Danilo Fischetti
Pour les articles homonymes, voir Fischetti.

a Compétitions nationales et continentales officielles uniquement.

b Matchs officiels uniquement.
Dernière mise à jour le 25 novembre 2023.
Danilo Fischetti, né le 26 janvier 1998 à Genzano di Roma (Italie), est un joueur de rugby à XV international italien. Il joue au poste de pilier gauche avec les Zebre de Parme.

## Biographie

### Jeunesse et formation
Danilo Fischetto naît à Genzano, dans la périphérie de Rome. Il commence par jouer au football, avant de découvrir le rugby tardivement à l'âge de 14 ans, lors d'une initiative pour promouvoir ce sport dans son école. Dès lors, il décide de se tourner définitivement vers le rugby. Il joue dans un premier temps au Garibaldina Rugby (aujourd’hui Aprilia Rugby). Il joue alors au poste de talonneur, avant d'être replacé pilier gauche.
Ayant effectué sa formation au Rugby Campoleone de Lanuvio, une ville de la province de Rome, il intègre l'académie de la Capitolina romaine à l'âge de 16 ans étant alors également convoqué en équipe nationale des moins de 18 ans.
Il rejoint l'académie de la FIR "Ivan Francescato" en 2016, et participe au Six Nations junior avec l'équipe nationale des moins de 20 ans avant d'être recruté par Calvisano en 2017.

### Carrière en club
Danilo Fischetti fait ses débuts professionnels avec le club de Calvisano lors de la saison 2017-2018, durant laquelle il joue douze match et marque un essai. La saison suivante, en 2018-2019, il remporte le titre de champion d'Italie, gagnant également, à titre individuel, le prix du meilleur joueur de la ligue.
Déjà permit player des Zebre dans la saison 2018-19, il rejoint à temps plein la franchise de Parme en mai 2019.
À partir de la saison 2022-2023, il s'engage avec les London Irish et rejoint alors la Premiership,. Il joue son premier match avec son nouveau club dès la première journée de championnat, contre les Worcester Warriors, lorsqu'il remplace Facundo Gigena en début de seconde période. En janvier 2023, il marque son premier essai avec son club anglais, en Champions Cup contre les Stormers.
À la suite du dépôt de bilan des London Irish, il fait son retour aux Zebre en 2023-2024.
Au terme de la saison 2024-2025, il rejoint les Northampton Saints.

### Carrière internationale
Appelé une première fois en équipe nationale senior par l'entraîneur Conor O'Shea pour la préparation estivale de la Coupe du monde 2019, il n'intègre toutefois le groupe — en compagnie de Giosuè Zilocchi — qu'à la suite du forfait de Simone Ferrari et Marco Riccioni.
Le nouvel entraîneur Franco Smith l'appelle à nouveau pour le Six Nations 2020, au cours duquel il fait ses débuts le 1er février 2020 au Millennium Stadium, contre le Pays de Galles. Il s'illustre surtout quelques mois après la fin de la compétition, en Coupe d'automne des nations, à l'occasion d'un match contre l'Écosse où le jeune joueur domine son sujet, autant en mêlée fermée que dans le jeu, étant très présent au contest notamment,.
Il est ensuite convoqué, l'année suivante, pour participer au Tournoi des Six Nations 2021. Il joue quatre des cinq matchs de son pays dans ce tournoi, dont deux en tant que titulaire. L'Italie termine à la sixième et dernière place. De même l'année suivante, il joue les tous les matchs du Tournoi des Six Nations 2022, en étant titulaire à chaque fois et participe à la victoire des siens face au Pays de Galles, la première dans le tournoi depuis sept ans.
En janvier 2023, il est sélectionné pour participer au Tournoi des Six Nations 2023. Il joue les cinq matchs en tant que titulaire. Quelques mois plus tard, en mai 2023, il est de nouveau appelé dans un groupe de 46 joueurs pour préparer la Coupe du monde 2023, avant d'être définitivement convoqué dans le groupe final participant au Mondial. Il est titularisé pour les trois premiers matchs de son pays avant de se blesser face à la Nouvelle-Zélande, l'obligeant à déclarer forfait pour la suite de la compétition.
En janvier 2024, il est convoqué pour le Tournoi des Six Nations.

## Statistiques

### En club
| Saison                | Club                  | Championnat           | Championnat | Championnat | Coupe d'Europe                         | Coupe d'Europe                         | Coupe d'Europe                         |
| Saison                | Club                  | Compétition           | Matchs      | Essais      | Compétition                            | Matchs                                 | Essais                                 |
| --------------------- | --------------------- | --------------------- | ----------- | ----------- | -------------------------------------- | -------------------------------------- | -------------------------------------- |
| 2017-2018             | Rugby Calvisano       | Eccellenza            | 12          | 1           | Pas de qualification en Coupe d'Europe | Pas de qualification en Coupe d'Europe | Pas de qualification en Coupe d'Europe |
| 2018-2019             | Rugby Calvisano       | Top12                 | 18          | 2           | Pas de qualification en Coupe d'Europe | Pas de qualification en Coupe d'Europe | Pas de qualification en Coupe d'Europe |
| Total Rugby Calvisano | Total Rugby Calvisano | Total Rugby Calvisano | 30          | 3           |                                        |                                        |                                        |
| 2018-2019             | Zebre Parma           | Pro14                 | 5           | -           | Challenge européen                     | -                                      | -                                      |
| 2019-2020             | Zebre Parma           | Pro14                 | 10          | -           | Challenge européen                     | 4                                      | -                                      |
| 2020-2021             | Zebre Parma           | Pro14                 | 5           | -           | Challenge européen                     | 2                                      | -                                      |
| 2021-2022             | Zebre Parma           | URC                   | 11          | -           | Challenge européen                     | 3                                      | -                                      |
| Total Zebre Parma     | Total Zebre Parma     | Total Zebre Parma     | 31          | 0           | Coupes d'Europe                        | 9                                      | 0                                      |
| 2022-2023             | London Irish          | Premiership           | 16          | 1           | Champions Cup                          | 3                                      | 1                                      |
| Total London Irish    | Total London Irish    | Total London Irish    | 16          | 1           | Coupes d'Europe                        | 3                                      | 1                                      |
| 2023-2024             | Zebre Parma           | URC                   | 4           | -           | Challenge Cup                          |                                        |                                        |
| Total Zebre Parma     | Total Zebre Parma     | Total Zebre Parma     | 4           | 0           | Coupes d'Europe                        | 0                                      | 0                                      |
| Total                 | Total                 | Total                 | 81          | 4           | Coupes d'Europe                        | 12                                     | 1                                      |

### Internationales

#### Équipe d'Italie des moins de 20 ans
Danilo Fischetti a disputé dix-neuf matchs avec l'équipe d'Italie des moins de 20 ans en deux saisons, prenant part à deux éditions du Tournoi des Six Nations en 2017 et 2018 et à deux éditions du championnat du monde junior en 2017 et 2018. Il a inscrit deux essais, soit 10 points.

#### Équipe d'Italie
Au 25 mars 2025, Danilo Fischetti compte 52 sélections en équipe d'Italie. Il a pris part à quatre éditions du Tournoi des Six Nations, en 2020, 2021, 2022 et 2023.
| Année | Compétition                 | Matchs | Points | Essais |
| ----- | --------------------------- | ------ | ------ | ------ |
| 2020  | Six Nations                 | 5      | -      | -      |
| 2020  | Coupe d'automne des nations | 3      | -      | -      |
| 2021  | Six Nations                 | 4      | -      | -      |
| 2021  | Test matchs                 | 3      | -      | -      |
| 2022  | Six Nations                 | 5      | -      | -      |
| 2022  | Test matchs                 | 5      | -      | -      |
| 2023  | Six Nations                 | 5      | -      | -      |
| 2023  | Test matchs                 | 3      | -      | -      |
| 2023  | Coupe du monde              | 3      | -      | -      |
| Total | Total                       | 36     | 0      | 0      |

## Palmarès
- Calvisano
  - Finaliste du Championnat d'Italie en 2018
  - Vainqueur du Championnat d'Italie en 2019